# كود شيف
كود شيف (بالإنجليزية: CodeChef)‏ هو برنامج تعليمي ومجتمع برمجة تنافسي للمبرمجين من جميع أنحاء العالم، تتوفر معظم أجزاء كود شيف مجانًا، ولكن الميزات الأكثر تقدمًا تتطلب اشتراكًا شهريًا.

## التاريخ
بدأ كود شيف كمبادرة تعليمية في عام 2009 من قبل Directi، وهي شركة برمجيات هندية.
في يوليو 2010، أطلقت المنظمة مبادرة "Go for Gold" لتمكين الفرق الهندية من التفوق في النهائيات العالمية لمسابقة البرمجة الجماعية الدولية (المعروفة سابقًا باسم ACM-ICPC).
في يوليو 2013، افتتحت برنامج "CodeChef for Schools" لتعزيز المواهب البرمجية لدى طلاب المدارس. وتأمل المبادرة في تمكين الطلاب الهنود من التفوق في الأولمبياد الدولي للمعلوماتية (IOI). تتطلب المسابقة من المتسابقين إظهار مهارات تقنية المعلومات الضرورية مثل تحليل المشكلات والخوارزمية وتصميم هيكل البيانات والبرمجة والاختبار.
في نوفمبر 2017، تم إجراء أول امتحان للحصول على شهادة كود شيف.
في وقت لاحق من عام 2018، أطلقت المنظمة CodeChef for Business لاستهداف مؤسسات التكنولوجيا.
في عام 2020، تم تسليم ملكية كود شيف إلى Unacademy من Directi.

## وصلات خارجية
- موقع كود شيف